# 그것이 알고싶다
《그것이 알고싶다》는 SBS에서 매주 토요일 밤 11시 10분에 방송되는 탐사보도 프로그램이다.

## 기획 의도
사회 전반의 다양한 문제점을 들여다보는 탐사보도 프로그램이다.

## 방송 시간
| 방송 채널 | 방송 기간                          | 방송 시간                            |
| --------- | ---------------------------------- | ------------------------------------ |
| SBS TV    | 1992년 3월 31일 ~ 1992년 5월 12일  | 매주 화요일 밤 9시 50분 ~ 10시 50분  |
| SBS TV    | 1992년 5월 24일 ~ 1993년 4월 25일  | 매주 일요일 밤 10시 55분 ~ 11시 55분 |
| SBS TV    | 1993년 5월 2일 ~ 1993년 10월 17일  | 매주 일요일 밤 9시 50분 ~ 10시 55분  |
| SBS TV    | 1993년 10월 24일 ~ 1994년 4월 17일 | 매주 일요일 밤 10시 50분 ~ 11시 50분 |
| SBS TV    | 1994년 4월 23일 ~ 1995년 4월 8일   | 매주 토요일 밤 9시 50분 ~ 10시 50분  |
| SBS TV    | 1995년 4월 22일 ~ 1995년 9월 16일  | 매주 토요일 밤 10시 50분 ~ 11시 50분 |
| SBS TV    | 1999년 2월 20일 ~ 2001년 2월 17일  | 매주 토요일 밤 10시 50분 ~ 11시 50분 |
| SBS TV    | 1996년 10월 14일 ~ 1997년 9월 29일 | 매주 월요일 밤 11시 ~ 12시           |
| SBS TV    | 1997년 10월 26일 ~ 1999년 2월 7일  | 매주 일요일 저녁 7시 ~ 8시           |
| SBS TV    | 2001년 2월 24일 ~ 2002년 1월 26일  | 매주 토요일 밤 11시 15분 ~ 12시 15분 |
| SBS TV    | 2002년 1월 19일 ~ 2011년 5월 21일  | 매주 토요일 밤 11시 15분 ~ 12시 15분 |
| SBS TV    | 2011년 5월 28일 ~ 2012년 1월 21일  | 매주 토요일 밤 11시 15분 ~ 12시 15분 |
| SBS TV    | 2012년 1월 28일 ~ 2015년 8월 1일   | 매주 토요일 밤 11시 15분 ~ 12시 15분 |
| SBS TV    | 2015년 8월 8일 ~ 2016년 3월 12일   | 매주 토요일 밤 11시 10분 ~ 12시 15분 |
| SBS TV    | 2016년 3월 19일 ~ 2016년 10월 29일 | 매주 토요일 밤 11시 10분 ~ 12시 20분 |
| SBS TV    | 2019년 2월 16일 ~ 2020년 4월 11일  | 매주 토요일 밤 11시 10분 ~ 12시 20분 |
| SBS TV    | 2016년 11월 5일 ~ 2017년 10월 14일 | 매주 토요일 밤 11시 5분 ~ 12시 15분  |
| SBS TV    | 2018년 7월 14일 ~ 2019년 2월 9일   | 매주 토요일 밤 11시 5분 ~ 12시 15분  |
| SBS TV    | 2017년 10월 21일 ~ 2018년 7월 7일  | 매주 토요일 밤 11시 15분 ~ 12시 25분 |
| SBS TV    | 2020년 4월 18일 ~ 2020년 6월 6일   | 매주 토요일 밤 11시 20분 ~ 12시 30분 |
| SBS TV    | 2020년 6월 13일 ~ 2021년 6월 26일  | 매주 토요일 밤 11시 10분 ~ 12시 20분 |
| SBS TV    | 2021년 7월 3일 ~ 2024년 5월 4일    | 매주 토요일 밤 11시 10분 ~ 12시 25분 |
| SBS TV    | 2024년 5월 11일 ~ 현재             | 매주 토요일 밤 11시 10분 ~ 12시 30분 |

## 역사

### 1992년 ~ 1995년
1992년 3월 31일 이형호 유괴 살인 사건을 다루며 첫 방송을 시작했다. 프로그램은 대한민국 사회의 다양한 미스터리와 범죄 사건을 심층적으로 다루며 큰 반향을 일으켰다. 초대 MC는 배우 문성근으로, 그는 1993년 12월까지 진행을 맡았다. 1994년 1월 9일부터 1995년 9월 16일까지는 박원홍이 진행을 맡았다.
소재 고갈 등의 사유로 약 1년간 방송을 중단하고 휴식기를 가졌다.

### 1996년 이후
1996년 10월 14일 방송이 재개되면서 프로그램은 새로운 포맷과 함께 돌아왔으며, 사회적 고발과 탐사보도에 더욱 중점을 둔 방향으로 개편되었다. 오세훈 변호사(現 서울특별시장)가 일시적으로 MC를 맡아 프로그램을 진행하였다.
1997년 10월 26일부터 방송 시간이 일요일 저녁 7시로 변경되었으며, 초대 진행자였던 문성근이 MC로 복귀하였다. 복귀 이후 프로그램은 일시적으로 다큐멘터리 중심의 구성과 문성근의 진중한 내레이션이 강조되었다. 그러나 일요일 저녁 시간대에 편성된 예능 프로그램들과의 경쟁에서 시청률 확보에 어려움을 겪었다.
결국 SBS는 일요일 저녁 7시에 신규 예능 프로그램을 편성하기 위해, 1999년 2월 27일부터 방송 시간을 토요일 밤 11시로 옮겼으며, 이 편성은 현재까지 이어지고 있다.
2002년 5월 11일 방송을 끝으로 배우 문성근이 하차하였으며, 같은 해 5월 18일부터 배우 전진영이 새로운 진행자로 발탁되었다. 2006년 2월 4일부터 배우 박상원이 MC로 기용되었으나, 2008년 3월 1일부터 배우 김상중이 새로운 진행자로 나서 현재까지 장기간 프로그램 진행을 맡고 있다.
방송 23주년을 맞은 2015년 9월 5일에는 통산 1000회를 돌파하는 기념비적인 이정표를 세웠다. 2020년 10월 10일 방송분부터는 다큐멘터리 프로그램 최초로 중간광고가 도입되었으며, 2021년 4월 5일 봄 개편을 통해 중간광고 시간이 30초에서 120초로 확대되었다.
또한 2021년 7월 1일부터는 지상파 및 종합편성채널의 중간광고가 전면 허용됨에 따라, 중간광고 시간이 120초에서 60초로 조정되어 현재까지 적용되고 있다.

## 결방 사유 및 편성 변경
편성 변경이나 결방 사유 중, 정기 편성 프로그램임에도 불구하고 명절(설날·추석) 기간에는 특별 편성으로 인해 결방되는 경우가 잦으며, 법원의 가처분 결정으로 방송이 불가능했던 사례도 존재한다.

### 2005년
- 12월 31일 : 2005 SBS 연기대상 시상식 편성으로 인한 결방.

### 2011년
- 12월 31일 : 2011 SBS 연기대상 시상식 편성으로 인한 결방.

### 2014년
- 4월 19일 : 《세월호 침몰 사고》 관련 SBS 뉴스특보 편성으로 인한 결방.

### 2016년
- 12월 31일 : 2016 SBS 연기대상 시상식 편성으로 인한 결방.

### 2020년
- 11월 14일 : 2020 도쿄 하계 올림픽 축구 대표팀 평가전 《대한민국 VS 브라질》 중계방송으로 인한 결방.
- 12월 19일 : 2020 SBS 연예대상 시상식 편성으로 인한 결방.
- 12월 26일 : 배성우의 음주운전 사건으로 인해 금토드라마 날아라 개천용 편성으로 인한 결방에 따라 밤 10시 50분에 방송.

### 2021년
- 2월 13일 : 설날 특집 전설의 무대 레전드 12 편성으로 인한 결방.
- 7월 24일 ~ 7월 31일 : 2020 도쿄 하계 올림픽 중계방송으로 인한 결방.
- 9월 18일 : 추석특선영화 《보헤미안 랩소디》 편성으로 인한 결방.
- 12월 18일 : 2021 SBS 연예대상 시상식 편성으로 인한 결방.
- 12월 25일 : 성탄특선영화 《미나리》 편성으로 인한 결방.

### 2022년
- 2월 5일 ~ 2월 19일 : 2022 베이징 동계 올림픽 중계방송으로 인한 결방.
- 9월 10일 : 추석특선영화 《자산어보》 편성으로 인한 결방.
- 12월 3일 ~ 12월 10일 : 2022 카타르 FIFA 월드컵 중계방송으로 인한 결방.
- 12월 17일 : 2022 SBS 연예대상 시상식 편성으로 인한 결방.
- 12월 31일 : 2022 SBS 연기대상 시상식 편성으로 인한 결방.

### 2023년
- 5월 6일 : 미운 우리 새끼 재방송으로 인한 결방.
- 9월 30일 : 추석특선영화 정직한 후보 2 편성으로 인한 결방.
- 10월 7일 : 2022 항저우 아시안 게임 중계방송으로 인한 결방.
- 11월 18일 ~ 11월 25일 : SBS 창사특집 《고래와 나》 편성으로 인한 결방.
- 12월 30일 : 2023 SBS 연예대상 시상식 편성으로 인한 결방.

### 2024년
- 2월 10일 : 설날특선영화 《귀공자》 편성으로 인한 결방.
- 7월 27일 ~ 8월 10일 : 《2024 파리 하계 올림픽》 중계방송으로 인해 결방
- 9월 21일 : 금토드라마 《지옥에서 온 판사》 1, 2회 편성으로 인한 결방.
- 12월 21일 : 2024 SBS 연기대상 시상식 중계방송으로 인한 결방
- 12월 28일 : 송년특선영화 《서울의 봄》 편성으로 인한 결방

### 2025년
- 8월 9일 : 2025 SBS 가요대전 SUMMER 녹화 중계방송으로 인한 결방.

## 프로듀서
- 강영권
- 박정훈
- 남상훈

## 진행자
| 대수 | 진행자 | 진행 기간                          |
| ---- | ------ | ---------------------------------- |
| 1대  | 문성근 | 1992년 3월 31일 ~ 1993년 12월 26일 |
| 2대  | 박원홍 | 1994년 1월 9일 ~ 1995년 9월 16일   |
| 3대  | 오세훈 | 1996년 10월 14일 ~ 1997년 9월 29일 |
| 4대  | 정진영 | 2002년 5월 18일 ~ 2006년 1월 21일  |
| 5대  | 박상원 | 2006년 2월 4일 ~ 2008년 2월 23일   |
| 6대  | 김상중 | 2008년 3월 1일 ~ 현재              |

## 타이틀 변천사
| 기수 | 타이틀                              | 방송 기간                                                |
| ---- | ----------------------------------- | -------------------------------------------------------- |
| 1기  | 미스터리 다큐멘터리 그것이 알고싶다 | 1992년 3월 31일 ~ 1995년 9월 16일                        |
| 2기  | 그것이 알고싶다                     | 1995년 9월 23일 ~ 1997년 10월 19일 2008년 3월 1일 ~ 현재 |
| 3기  | 문성근의 다큐세상 그것이 알고싶다   | 1997년 10월 26일 ~ 2002년 5월 11일                       |
| 4기  | 정진영의 그것이 알고싶다            | 2002년 5월 18일 ~ 2006년 1월 21일                        |
| 5기  | 박상원의 그것이 알고싶다            | 2006년 2월 4일 ~ 2008년 2월 23일                         |

## 네트워크 방송사
- 2011년 10월 10일부터 개칭한 G1의 경우, 방송 당시 GTB 강원민방 명칭을 2011년 10월 9일까지 표기하였다.

| 방송 권역      | 방송사 | 비고            |
| -------------- | ------ | --------------- |
| 수도권         | SBS    | 프로그램 제작국 |
| 부산·경남      | KNN    | 2011년부터 시작 |
| 대구·경북      | TBC    | 1996년부터 시작 |
| 대전·충남·세종 | TJB    | 1996년부터 시작 |
| 광주·전남      | kbc    | 1996년부터 시작 |
| 울산           | ubc    | 1997년부터 시작 |
| 전북           | JTV    | 1997년부터 시작 |
| 충북           | CJB    | 1997년부터 시작 |
| 강원           | G1     | 2001년부터 시작 |
| 제주           | JIBS   | 2002년부터 시작 |

## 논란
- 2015년 8월 보이스 피싱 편을 제작하기 위해 보이스 피싱 조직총책 이 모 씨를 서울구치소에서 접견하였던 최민철 PD와 박성호 촬영감독에 대해 "신분을 밝히지 않고 접견 신청서를 제출하고 몰래 숨기고 들어간 명함 크기의 녹음과 녹화 장비를 접견 장소에 가지고 들어가 불법 녹화하였다."라는 이유로 위계에 의한 공무집행방해죄와 공동 건조물 침입죄로 기소되었다가 "접견업무 담당 교도관의 구체적이며, 현실적인 직무집행을 방해한 것이라고 볼 수 없었으며, 그 교도관의 감시와 단속을 피하여 금지 규정에 위반한 행위를 한 것에 불과하여 공무집행방해죄가 될 수 없었으며, 서울구치소에 범죄 행위를 목적으로 들어간 것이 아니고 소장의 추정적 의사에 반해 구치소에 들어간 것이라고 단정할 수도 없으므로 건조물침입죄도 될 수 없다."며, 서울남부지방법원에서 무죄가 선고되었으며, 검찰이 대법원에 상고하였다.(2018도15213)[2]

- 2018년 7월 21일에 방송한 1130회 방송에 등장한 2015년 당시 태국 KTM 커뮤니케이션에서 근무하였다는 제보자와 PD의 인터뷰 장면은 지난 2017년 9월 9일 방송한 1092회 ‘누가 방아쇠를 당겼나-마닐라 총기 사건’의 제보자 영상과 같다는 논란이 일자 대역 재연이라고 해명하였다.[3]

- 2019년 8월 초 듀스 멤버 김성재 죽음 의혹을 다룬 방송을 예고하였으나 고인의 전 여자친구로 알려진 김 모 씨가 명예 등 인격권 보장을 이유로 낸 방송금지 임시가처분 신청이 받아들여지면서 방송되지 못하였으나 청와대 국민청원에서 21만 명이 서명하는 등 방송 요청이 이어지자 12월 21일 방송을 예고하였다. 하지만 또 방송되지 못하며, 다른 내용으로 대체 편성되었다.[4]

## 수상 경력
- 제45회 백상예술대상 TV부문 교양작품상
- 2022년 제49회 한국방송대상 시사보도부문 작품상 (가평계곡 익사사건 편)
- 2022년 제49회 한국방송대상 뉴미디어 프로그램 제작부문 개인상 (도준우 PD)
- 2022년 제49회 한국방송대상 미술부문 개인상 (김운성)
- 2023년 제35회 한국 PD대상 TV부문 작가상 (신진주, 정문명)
- 2023년 SBS 연예대상 방송작가상 (오유경)

## 특이 사항
- 화살표 역삼각형 형태로 오렌지색으로 사용되고 있다.
- 첫 장면에서 "이 프로그램은 취재원의 신변 보호를 위해 가명과 대역 재연과 포함되어 있다"는 사실이 고지되었다.

## 관련 출판
- 《그것이 알고 싶다 한국 사회를 보는 힘》 (2004년)
- 《세상을 보는 진실의 눈 그것이 알고싶다》 (2015년)

## 경쟁 프로그램
- 추적 60분 (KBS 1TV)
- PD수첩 (MBC TV)